# Kościół św. Stefana Króla w Żylinie

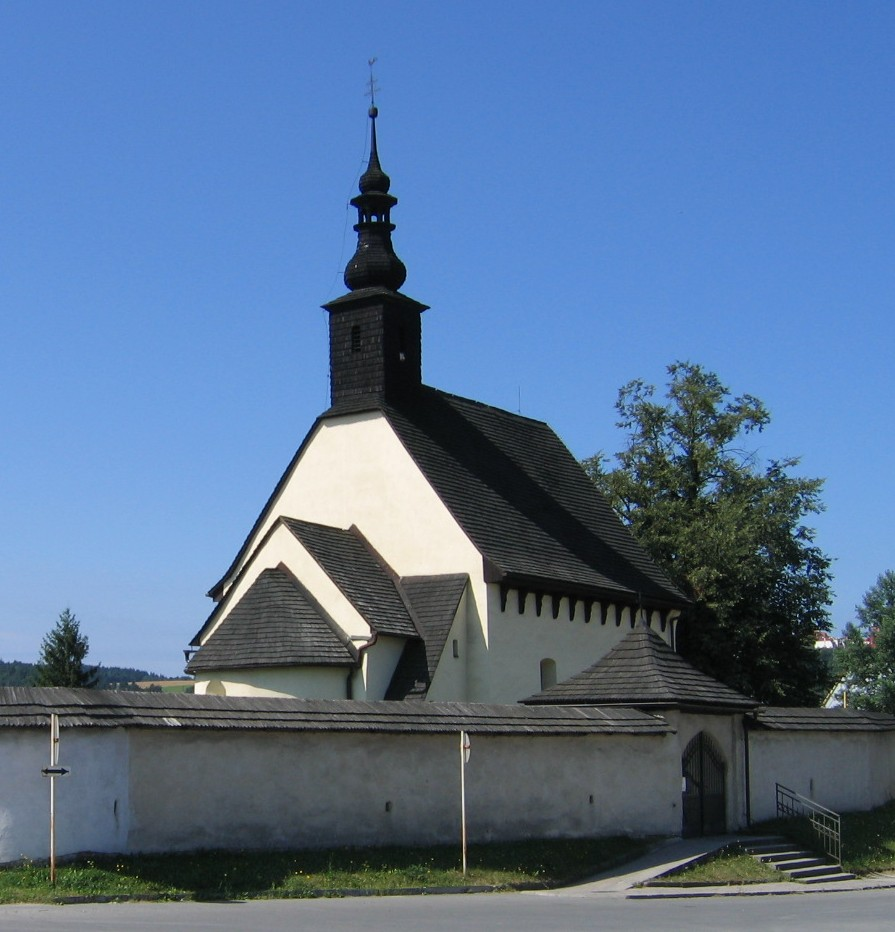
Kościół św. Stefana Króla w Żylinie

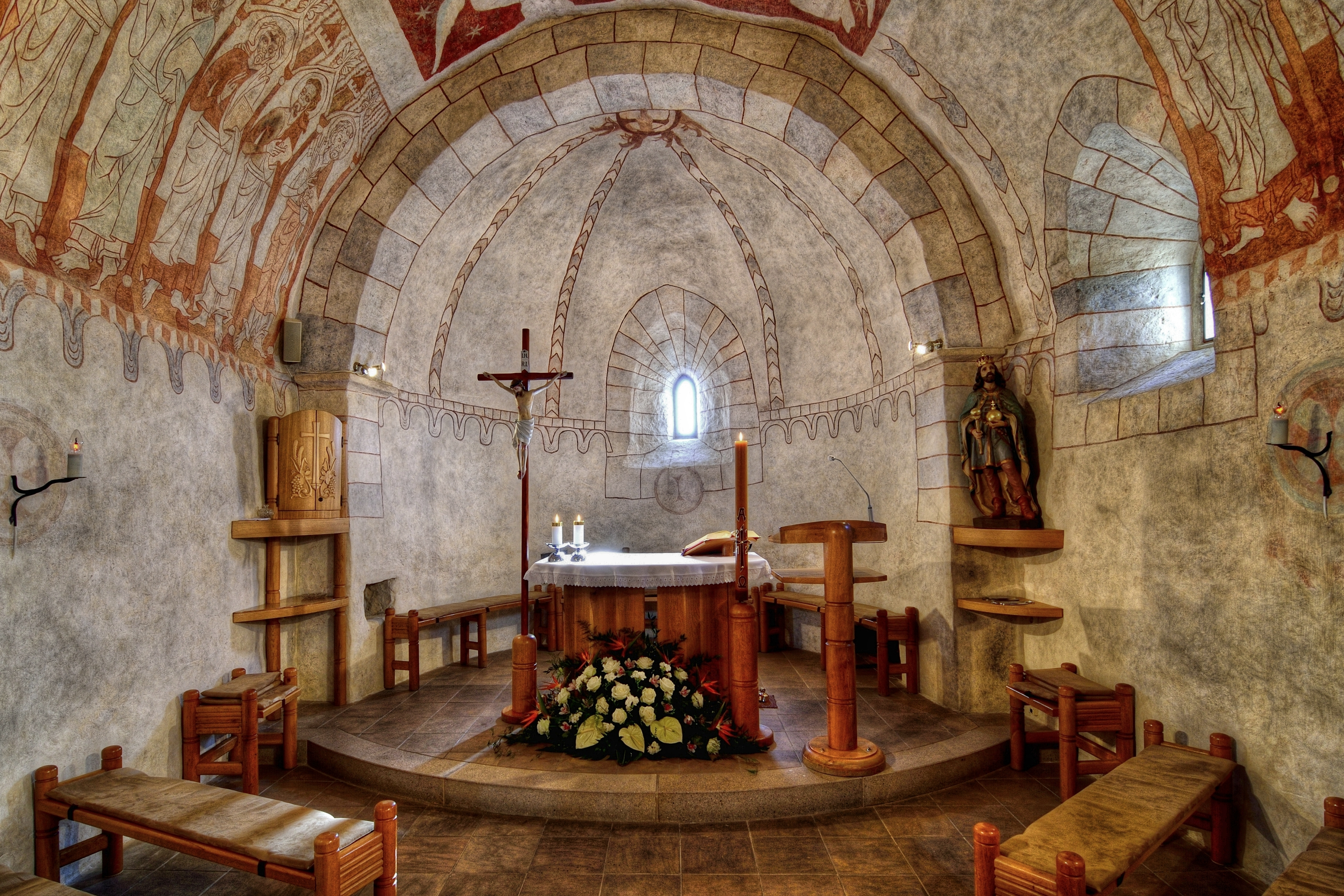
Wnętrze (2012)

Kościół św. Stefana Króla (słow. Kostol sv. Štefana Kráľa v Žiline) – późnoromański kościół rzymskokatolicki w Żylinie na Słowacji. Najstarszy zabytek architektury na terenie tego miasta oraz jeden z najstarszych obiektów w północno-zachodniej Słowacji.

## Położenie
Kościół znajduje się w dzielnicy Dolné Rudiny, w południowo-zachodniej części miasta, w rejonie obecnego przystanku kolejowego Žilina-Záriečie na linii do Rajca.

## Historia
Według legendy kościół miał kazać wybudować pierwszy król Węgier Stefan I Święty na pamiątkę bitwy stoczonej na początku XI w. (źródła podają daty 1018 lub 1025) z wojskami polskiego króla Bolesława Chrobrego. Wyniki badań archeologicznych z lat 1995 – 2000 wskazują, że kościół zbudowano na początku XIII w. W okolicach kościoła zidentyfikowano 6-7 niewielkich osad średniowiecznych, datowanych na X – XIII w. i znanych pod wspólną nazwą terra de Selinan. Kościół służył pierwotnie jako świątynia dla tych osad.

## Charakterystyka
Murowany, jednonawowy, nakryty wysokim dachem dwuspadowym krytym gontem. Na końcu kalenicy smukła drewniana wieżyczka na sygnaturkę. Przebudowany znacznie przez jezuitów w 1762 r. w stylu barokowym. Przeniesiono wówczas pierwotne wejście ze ściany południowej na zachodnią, drewniany strop zastąpiono sklepieniem, a małe romańskie okna zamurowano, zastępując je dużymi oknami barokowymi. Na początku XIX w. oraz w 1848 r. kościół służył jako magazyn wojskowy. Odrestaurowany został w 1849 r.
We wnętrzu (w apsydzie) zachowały się średniowieczne, naścienne malowidła, przedstawiające apostołów i świętych, pochodzące z okresu 1260-1300 r. Młodsze malowidła przedstawiają węgierskich królów i świętych: Stefana I Świętego, Władysława I Świętego, Św. Emeryka (książę, następca tronu) i Św. Elżbietę. Podczas badań odkrytych zostało w kościele 15 grobów z pochówkami z XVII-XVIII w.
Kościół jest otoczony kamiennym murem z bramą wejściową i okrągłą basztą z połowy XVI w. Na tym terenie znajduje się również kaplica Bożego Ciała z przełomu XIV i XV w., która służyła jako kostnica.

## Źródła
- Strona parafii Žilina-Závodie  (dostęp: 2016-01-07).